# Дробышевский, Станислав Владимирович
Станисла́в Влади́мирович Дробыше́вский (род. 2 июля 1978, Чита) — российский палеоантрополог и популяризатор науки. Кандидат биологических наук, доцент кафедры антропологии МГУ имени М. В. Ломоносова. Научный редактор научно-просветительского портала Антропогенез.ру. Писатель, автор научных и научно-популярных книг, учебных пособий для студентов и научных монографий. Также публикуется в периодических научных изданиях. Видеоблогер, автор личного YouTube-канала.

## Биография

### Происхождение
Предки со стороны отца, по словам Дробышевского, из деревни Шепотовичи Чечерского района Гомельской области Белоруссии.
Родители — преподаватели научного атеизма в высших учебных заведениях Читы. Отец — Владимир Станиславович Дробышевский (род. 26 июля 1945, Тула, СССР) — советский и российский философ в области теории и философии права. Мать — Любовь Алексеевна Смирнова, также выпускница философского факультета ЛГУ.

### Ранние годы
Родился в Чите, где прошли его детство и юность. Вспоминал, что уже в пятилетнем возрасте у него стало проявляться увлечение палеонтологией. Ключевую роль в развитии интереса к миру биологии и палеонтологии в частности сыграла детская обучающая книга «Палеонтология в картинках».

### Образование
Учился в средней школе № 12 в Чите, участвовал в большинстве школьных олимпиад. Учась в 10-м классе, занял первое место в олимпиаде по биологии в Читинской области (и 5-е место в Сибири). В 1995 году окончил среднюю школу с серебряной медалью. В том же 1995 году поступил на кафедру антропологии биологического факультета МГУ имени М. В. Ломоносова и окончил в 2000 году. В 2000—2003 годах продолжил своё образование в аспирантуре биологического факультета МГУ, успешно защитившись в январе 2004 года. В 2002—2003 годах являлся обладателем именной стипендии правительства города Москвы.
- Курсовая работа 1999 года: «Опыт морфологического и таксономического анализа некоторых постнеандерталоидных форм Восточной Европы» (научный руководитель Е. Н. Хрисанфова, позже работа была опубликована в Вестнике антропологии МГУ[10]).
- Дипломная работа: «Опыт определения таксономической значимости краниометрических признаков гоминоидов методом канонического анализа» (научный руководитель Е. Н. Хрисанфова, оценка «отлично»[источник не указан 1248 дней]). Диплом ДВС 0731246 от 16 июня 2000 года.
- Диссертационная работа на соискание учёной степени кандидата биологических наук «Комплексный анализ филогенетических взаимоотношений плио-плейстоценовых гоминоидов по краниологическим, остеологическим и палеоневрологическим данным» (специальность 03.00.14 — антропология; научный руководитель Е. Н. Хрисанфова)[11]. Защита состоялась 9 января 2004 г. Диплом кандидата наук КТ № 121355.

### Карьера
- В декабре 2003 года назначен старшим лаборантом кафедры антропологии биологического факультета МГУ имени М. В. Ломоносова.
- В августе 2005 года занял должность ассистента кафедры антропологии биологического факультета МГУ.
- С 2011 года доцент кафедры антропологии биологического факультета МГУ.

## Преподавательская деятельность
- «Анатомия центральной нервной системы» — лекционно-практические занятия у студентов первого курса факультета психологии МГУ имени М. В. Ломоносова.
- «Археология» — лекционный курс у студентов второго курса кафедры антропологии МГУ.
- «Краниология» — лекционный курс у студентов третьего курса кафедры антропологии МГУ.
- «Этническая антропология» — лекционный курс у студентов четвёртого курса кафедры антропологии МГУ.
- Летняя археологическая практика у студентов третьего курса кафедры антропологии МГУ.

Автор и соавтор учебных курсов по антропологии, археологии и антропогенезу.

## Научная деятельность
- 2001 и 2002 — участник Международной конференции студентов и аспирантов по фундаментальным наукам «Ломоносов — 2000»[13][14].
- 2002 — руководитель гранта РФФИ «Нейроэндокринные аспекты эволюции поздних гоминид»[15].

В сотрудничестве с М. А. Негашевой, Д. В. Богатенковым и И. А. Глащенковой участвовал в медицинских исследованиях: исследовал некоторые аспекты, влияющие на больных ишемической болезнью сердца.

### Публикации
Автор и соавтор большого числа статей, посвящённых анализу краниологических данных ископаемых гоминид, эволюции мозга, развитию адаптивных типов и другим подобным вопросам. При этом, имеет нулевой индекс цитируемости по Web of Science и Scopus. 
В своей монографии «Эволюция краниометрических признаков гоминид (канонический анализ)» учёный показал неравномерность эволюции разных частей черепа, определил темпы и направления эволюционных изменений.
Один из основных тезисов учёного состоит в том, что человеческие расы следует рассматривать как чрезвычайно биологически близкие категории, различия между которыми отражают лишь локальные адаптации или являются результатом случайностей генетико-автоматических процессов, причём локальные малочисленные расы гораздо более специализированы и дальше ушли от исходных в сравнении с «большими расами». В монографии «Эволюция мозга человека (анализ эндокраниометрических признаков гоминид)», учёный разработал и обосновал свою теорию об ускорении эволюции мозга предков человека вследствие перехода на мясную пищу.
В своих статьях и интервью часто затрагивает тему негативного влияния на сознание людей околонаучных мифов и всевозможных «альтернативных» теорий возникновения человека и его эволюции.
Статьи Дробышевского, посвящённые вопросам антропогенеза, публикуются в таких научно-популярных периодических изданиях, как «Природа», «Вокруг Света», «Техника — молодежи», «Наука и Жизнь».

### Археологические полевые работы

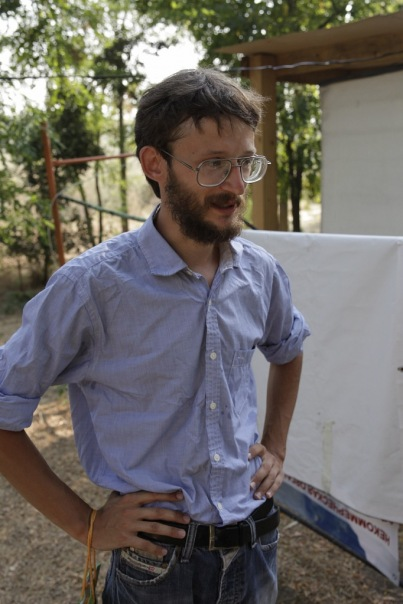
В одной из экспедиций

С 1997 года участвует в раскопках и антропологических экспедициях. Учёный проводит морфометрическое, кефалометрическое и морфоскопическое обследования живых людей, производит первоначальную обработку антропологических и палеоантропологических материалов экспедиций. Им сделаны измерения и систематизированы данные в общей сложности приблизительно по тысяче ископаемых и современных черепов.
Участие:
- 1999 — раскопки в городе Ипатово Ставропольском крае под руководством А. Белинского;
- 2000 — комплексная мегалитическая экспедиция под пос. Архипо-Осиповка (Краснодарский край) под руководством Б. В. Мелешко;
- 2001—2003 — раскопки верхнепалеолитической стоянки в городе Зарайске (Московская область) под руководством С. Ю. Льва;
- 2001—2003 — раскопки мезолитической стоянки Белый Колодец (Московская область);
- 2003 — раскопки палеолитической стоянки в Денисовой пещере (Алтай) под руководством А. П. Деревянко;
- 2004—2008 — раскопки древнегреческого городища и некрополя Артезиан (западнее Керчи, Крым) под руководством Н. И. Винокурова[35];
- раскопки в Московском Кремле, Великом Новгороде, Чобручах, Войтенках, Бетово[36] и др.

## Общественная деятельность
Дробышевский активно занимается популяризацией науки среди людей, не имеющих специального биологического образования.
Дробышевским было создано общественное движение популяризации науки «Проекты Станислава Дробышевского» — некоммерческое неправительственное общественное движение, нацеленное на развитие и ресурсную поддержку проектов. На пожертвования, собранные фондом, в 2023-м году производились раскопки четырёх археологических периодов в селе Хотылёво Брянской области.
Является экспертом международного общественного движения «Сообщество молодых учёных».
Считает, что в современной науке имеется гипертрофированная политкорректность.

### Портал Антропогенез.ру
С 2011 года вместе с научным журналистом Александром Соколовым участвует в развитии единого научно-популярного портала «Антропогенез.ру», посвящённого популяризации научных знаний о происхождении и истории человеческого вида и опровержению распространённых заблуждений (расизм, отрицание эволюции). Портал призван объединить усилия специалистов из различных областей научного знания: антропологии, генетики, археологии, палеонтологии, лингвистики и др. Идея создания проекта принадлежит журналисту Александру Соколову, который, исследуя и анализируя информацию, циркулирующую в интернете и телевидении, пришёл к выводу, что число учёных, занимающихся просвещением и пытающихся противостоять масштабному распространению лженаучных мифов в СМИ и интернете, очень мало. Соколов обратился за поддержкой к биологу-эволюционисту А. В. Маркову и позднее вышел на Дробышевского. Соколов и Дробышевский являются учредителями портала Антропогенез.ру.
А. Б. Соколов о портале Антропогенез.ру:
Я видел в сети разные версии: «МГУ», «Академия наук», мне лично писали, что мол я «отрабатываю какой-то грант»...<...> За проектом не стоит никого, кроме меня и Станислава Владимировича Дробышевского. Это целиком наше со Станиславом детище, наша частная инициатива. Нам не помогают никакие фонды и организации. Конечно, мы много с кем сотрудничаем — например, с Государственным Дарвиновским музеем, руководство которого охотно предоставляет нам помещение для мероприятий (огромное им за это спасибо!). Кроме того, надо поблагодарить ряд наших авторов, которые регулярно и терпеливо пишут ответы на вопросы читателей. А так – мы вольные птицы, делаем что хотим. Коллектив Антропогенез.ру.
Коллектив Антропогенез.ру в своём составе имеет около 30 авторов-корреспондентов и экспертов. Дробышевский является бессменным научным редактором портала с самого момента его основания. Дробышевский и другие энтузиасты портала Антропогенез.ру привлекают внимание общественности к качеству информации и призывают нести ответственность за вольно трактующиеся научные факты и теории, спекуляции, умышленное искажение и популяризацию искаженных фактов ради сенсации и коммерческой выгоды. Всё это касается, в первую очередь, книг, телепередач и каналов, претендующих на научность, но не имеющих к науке никакого отношения.

### «Достающее звено»
В дополнение к редакторской деятельности Дробышевский активно работает над своим авторским проектом «Достающее звено» — серией статей, где разъясняет проблемы, задачи и методы антропологии. Статьи дублируются серией короткометражных видеороликов, в которых учёный защищает научный метод изучения природы человека, а именно: на примере конкретных муляжей ископаемых черепов и скелетов показывает и рассказывает, как называется та или иная часть скелета, какие бывают пределы изменчивости вида, какие бывают патологии, за какие функции человеческого организма отвечают различные отделы мозга, чем человек отличается от обезьян и в чём схожесть, как проходила эволюция приматов. Видеоролики серии «Достающее звено» транслируются также на канале Youtube.com[каком?].
В 2017 году по мотивам одноимённого интернет-проекта была издана книга Дробышевского «Достающее звено» в двух томах. В 2022 году второй том книги начал распространяться бесплатно и легально в рамках проекта «Дигитека».

### В СМИ
Учёный выступает на радио и телевидении. С 15 марта 2021 года ведёт авторскую программу «Человек разумный» на RTVI.

### Выставка «10 черепов, которые потрясли мир»
В 2014 году в Государственном биологическом музее имени К. А. Тимирязева была открыта выставка «10 черепов, которые потрясли мир». Выставка была сделана за несколько месяцев небольшой группой волонтёров, возглавляемых А. Соколовым и Дробышевским, которым оказали помощь сотрудники Тимирязевского музея. На выставке были экспонированы ряд знаменитых палеоантропологических находок, ранее никогда не выставлявшихся в России. Среди выставленных экспонатов были череп Knm-er 1470 (человек рудольфский), череп Knm-er 3373 (человек прямоходящий), череп Knm-wt 15000 (мальчик из Турканы) и другие. В рамках открытия выставки была проведена серия лекций Марии Медниковой, Александра Маркова, Марии Добровольской, Светланы Боринской.

## Взгляды
По мировоззрению является атеистом, полагая, что «атеизм — это реализм», основывающийся на том, что есть реальность, которую можно изучать. В связи с этим считает неправильным определение атеизма как отрицания Бога, поскольку убеждён, что «сначала надо ещё доказать его существование», и поэтому «это не атеизм отрицает существование Бога, такой атеизм его доказывает».
Принимал участие в дискуссиях на религиозную тему с философом Виктором Легой в передаче «Не верю» на телеканале «Спас», а также с Николаем Хлопотиным из движения «Разумная Вера» и Ильёй Храбровым.

## Награды и звания
Лауреат государственной премии «За верность науке» Министерства образования и науки РФ в категории «Популяризатор года» как лучший популяризатор 2017 года.

## Критика
Книга Дробышевского «Палеонтология антрополога» (оба тома) была подвергнута критике со стороны многих специалистов, в частности со стороны профессора кафедры биологической эволюции МГУ палеонтолога и популяризатора науки Андрея Журавлёва, который охарактеризовал книгу как «палеохалтуру», отмечая в ней наличие «фактических ошибок, извращённых фактов и какой-то немыслимой безграмотности во всех научных областях».
Перед выходом издания в свет научные редакторы Михаил Гельфанд, Сергей Наугольных, Павел Скучас, Яна Шурупова и другие потребовали удалить из книги свои фамилии, поскольку Дробышевский не принял во внимание многие их замечания и «в результате в тексте остались серьёзные ошибки». По этой же причине фонд «Эволюция», участвующий в подготовке издания, попросил убрать свой логотип из книги. «Вопиющими по своей безграмотности» ошибки Дробышевского назвал и популяризатор науки Антон Нелихов.